# Erebia gorgone
Erebia gorgone är en fjärilsart som beskrevs av Herrich-Schäffer 1844. Erebia gorgone ingår i släktet Erebia och familjen praktfjärilar. IUCN kategoriserar arten globalt som livskraftig. Inga underarter finns listade i Catalogue of Life.